# Ram Raja Prasad Singh

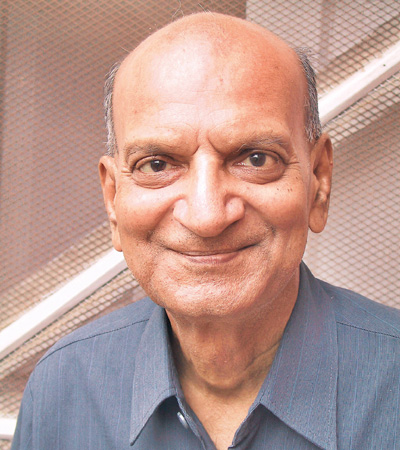
Ram Raja Prasad Singh

Ram Raja Prasad Singh (nepalesisch: राम राजा प्रसाद सिंह; * um 1936; † 12. September 2012 in Kathmandu, Nepal) war ein nepalesischer Politiker aus der ethnischen Minderheit der Madhesi.

## Leben
Er wurde 1985 wegen einer Serie von Bombenanschlägen, die insgesamt acht Tote forderte,  zum Tod verurteilt. In seinem Exil in Indien räumte Singh später seine Beteiligung ein. Er wurde 1990 begnadigt und kehrte nach Nepal zurück.
Im Jahr 2008, nach Abschaffung der Monarchie im Land, wurde der parteilose und bisher politisch unbedeutende Singh von den Maoisten des Landes zum Präsidentschaftskandidaten vorgeschlagen. Er unterlag aber am 21. Juli 2008 im zweiten Wahlgang dem Kandidaten der Nepalesischen Kongresspartei, Ram Baran Yadav.